# Qingzhou
Qingzhou is een stad in de provincie Shandong van China. Bij de volkstelling van 2020 had de stad 534.528 inwoners. Qingzhou ligt in de prefectuur Weifang.
Qingzhou is een dynamische industriestad en produceert ook veel landbouwproducten. De lokale overheid voert een open beleid ten aanzien van de introductie van buitenlands kapitaal en heeft sterke zakelijke relaties opgebouwd met meer dan vijftig landen en regio's.
- Bibliothèque nationale de France: cb14605171r (data)
- Gemeinsame Normdatei: 4676358-2
- Virtual International Authority File: 234788762